# Canephora
Canephora es un género con cinco especies de plantas con flores perteneciente a la familia Rubiaceae.

## Especies
- Canephora angustifolia Wernham
- Canephora goudotii Wernham
- Canephora humblotii Drake
- Canephora madagascariensis J.F.Gmel.
- Canephora maroana A.DC.